# LED светиљка
ЛЕД светиљка, извор је светлости кога чине више ЛЕД сијалица упакованих у једну светиљку. Ова сијалица ради на принципу електролуминисценције, појаве која настаје приликом рекомбинације електрона и шупљина у полупроводнику. За рад ЛЕД светиљки потребна је контролисана једносмерна струја, па су оне обично већ снабдевеним потребним погонским уређајима (драјверима). Саме ЛЕД сијалице не производе велике количине топлоте, али погонски уређаји производе. Стога, ове светиљке су изузетно осетљиве на високе температуре, па су обично опремљене хладњацима.
ЛЕД светиљке пружају дужи радни век у поређењу са инкандесцентним сијалицама и неким флуоресцентним сијалицама, али уз више почетне финансијске трошкове. Ефикасност ЛЕД светиљки наставља да се побољшава, а неки чипови су способни да дају више од 100 lm/W. Једна ЛЕД сијалица (површине реда неколико квадратних милиметара) не емитују светлост у свим правима, али се овај проблем решава дизајнирањем светиљке са више диода. Ефикасност ЛЕД светиљки је углавном значајно већа од ефикасности инкандесцентних сијалица, тако да за исту снагу ЛЕД светиљке дају много више светлости.

## Отказивање рада
Истраживање које је спровело Министарство енергетике Сједињених Америчких Држава на узорку од 34 милиона ЛЕД сијалица дало је резултате о разлозима њихових кварова. Указују на неколико различитих узрока. Показало се да отказивање рада ЛЕ диода чини само 10% кварова, да контролно струјно коло утиче на кварове у још мањем проценту (7%), да су спољни узроци кривци у 31% случајева (неадекватни радни услови, струјни удари...), а да више од половине кварова (52%) на ЛЕД сијалицама потиче од отказивања компоненти у струјном напајању сијалице.
Најкритичнији делови сијалице су отпорници и кондензатори. Разлог за то је што су ове компоненте најосетљивије на високе температуре. Иако су ЛЕД сијалице много енергетски ефикасније од обичних сијалица, и оне се загревају током рада. То је нарочито случај код сијалица веће снаге које управо из тог разлога најчешће имају алуминијумске хладњаке у делу код напајања. Ови кварови су по правилу катастрофалног типа, односно доводе до прекида рада сијалице.
Квалитетна ЛЕД сијалица мора да има квалитетно напајање са критичним елементима које могу да издрже више радне температуре. Део са напајањем мора да буде на неки начин изолован од ЛЕ диода са обезбеђеним добрим хлађењем, било путем алуминијумских хладњака за дисипацију топлоте, било са отворима за вентилацију у основи сијалице или чак са комбинацијом ова два система.